# طفح بقعي حطاطي
الطفح البقعي الحطاطي (بالإنجليزية: Maculopapular rash)‏ هو نوع من الطفح ويمتاز بأنه مناطق حمراء مسطحة من الجلد مغطاة بنتوءات متعرجة. الطفح البقعي الحطاطي يبدو أحمر عند الناس ذوي البشرة الفاتحة فقط.

## أصل التسمية
اشتق اسم الطفح البقعي الحطاطي من وجود طفح فيه بقع صغيرة مسطحة ملونة وحطاطات وهي تعرجات صغيرة مرتفعة. كما قد يوصف الطفح بأنه حمامي أو محمر.

## الأهمية السريرية
يظهر هذا النوع من الطفح في عدة أمراض أو حالات مثل الحمى القرمزية والحصبة ومرض فيروس إيبولا والحصبة الألمانية والزهري الثانوي (مثل الزهري الخلقي) والفيروسات الصغيرة الحمراء (فيروس صغير ب19) والشيكونغونيا والجاروسية. كما قد تظهر في حالات تأثر الجلد باستخدام أدوية معينة مثل أموكسيسيلين والعلاج الكيميائي. أيضا قد يعطي تسرب الخلايا اللوكيمية هذا المظهر.
كما يظهر الطفح البقعي الحطاطي في داء الطعم حيال الثوي بعد زراعة الخلايا الجذعية الدموية (زراعة نخاع العظم) حيث تظهر بعد أسبوع واحد أو عدة أسابيع من الزراعة. في هذا الحالة يشبه الطفح حالة تسمى تقشر الأنجسة المتموتة البشروية التسممي.
كما يظهر هذا النوع من الطفح في حمى فيروس إيبولا النزفية، لكن يصعب ملاحظتها عند المرضى ذوي البشرة الداكنة.
كما يظهر في حالة الإصابة بحمى فيروس ماربورغ، والذي تسببه فيروس خيطي.
ويظهر هذا الطفح عن استخدام جرعات عالية من النياسين (2000 – 2500 ملغ)، هذه الجرعة تستخدم في انخفاض البروتين الدهني مرتفع الكثافة.
كما يظهر في حالة التهاب جلد السباحين والذي يحدث بسبب لسعات يرقات شقائق نعمان البحر (مثل: Edwardsiella lineate) وقنديل البحر الكشتباني (Linuche unguiculata). يظهر الطفح في أماكن ملامسة الجلد لملابس السباحة.